# Eddie McMorran
Eddie McMorran, né le 2 septembre 1923 à Larne en Irlande du Nord et mort le 27 janvier 1984 dans la même ville, est un footballeur international Nord-irlandais. Il joue dans différents clubs nord-irlandais et anglais. Il compte quinze sélections en équipe nationale pour quatre buts marqués.

## Carrière
Eddie McMorran nait à Larne dans le Comté d'Antrim. Il fréquente l'école de sa ville et y gagne ses premiers lauriers en football. Il joue ensuite dans plusieurs clubs juniors comme Ballyclare Comrades, Linfield Swifts, Larne Olympic. Il commence à travailler comme maréchal-ferrant. 
McMorran signe son premier contrat professionnel en 1947 dans un des grands clubs de Belfast, le Belfast Celtic Football Club. En une seule saison il joue 24 matchs et marque 30 buts. Évidemment cette performance attire tout de suite l'attention des recruteurs anglais. En juillet 1967, il est recruté pour £7000 par le Manchester City Football Club. Il fait ses débuts sous ses nouvelles couleurs en août lors d'une victoire 4-3 sur Wolverhampton Wanderers. Il marque le troisième but devant 65 809 spectateurs. Mais sa saison à Manchester n'est pas aussi satisfaisante qu'attendue par le club. Il joue 36 matchs toutes compétitions confondues et marque 12 buts.
En janvier 1949 il est transféré au Leeds United Football Club pour une somme de £10000. Le club vient juste d'être relégué en deuxième division. McMorran joue 40 matchs à Leeds pour 6 buts.
Son transfert vers Barnsley a lieu en juillet 1950 pour une somme de £10000. McMorran reste trois saisons au club. Il dispute 104 matchs et marque 32 buts. En février 1953 il est envoyé au Doncaster Rovers Football Club pour une somme de £8000 ce qui est alors le record de transfert pour le club. C'est le manager du club Peter Doherty, qui est aussi le sélectionneur de l'équipe d'Irlande du Nord qui est à l'origine du transfert. Le club connait une période particulièrement faste en deuxième division. Il se hisse pour la première fois de son histoire au cinquième tour de la Coupe d'Angleterre. McMorran marque 38 buts en 139 matchs disputés.
Eddie McMorran termine sa carrière professionnelle au Crewe Alexandra Football Club à partir de novembre 1957. Il part ensuite dans un club de la Midland League le Frickley Colliery.
Eddie McMorran est sélectionné à quinze reprises en équipe d'Irlande du Nord de football. Il y marque quatre buts. Il connait sa première victoire lors de sa dernière sélection. Il s'agit d'un match de qualification à la Coupe du monde de football 1958 contre le Portugal. L'Irlande du Nord l'emporte 3-0.

## Palmarès
Avec le Belfast Celtic
- Coupe d'Irlande du Nord
  - Vainqueur en 1946-1947